# Lijst van nummer 1-hits in de Vlaamse Ultratop 50 in 1996
De volgende hits stonden in 1996 op nummer 1 in de Vlaamse Ultratop 50.
| Nummer | Datum        | Artiest                     | Titel                          |
| ------ | ------------ | --------------------------- | ------------------------------ |
| 11     | 6 januari    | Double Vision               | Knockin'                       |
|        | 13 januari   | Double Vision               | Knockin'                       |
|        | 20 januari   | Double Vision               | Knockin'                       |
|        | 27 januari   | Double Vision               | Knockin'                       |
|        | 3 februari   | Double Vision               | Knockin'                       |
|        | 10 februari  | Double Vision               | Knockin'                       |
| 12     | 17 februari  | Babylon Zoo                 | Spaceman                       |
|        | 24 februari  | Babylon Zoo                 | Spaceman                       |
| 13     | 2 maart      | Andrea Bocelli              | Con te partirò                 |
|        | 9 maart      | Andrea Bocelli              | Con te partirò                 |
|        | 16 maart     | Andrea Bocelli              | Con te partirò                 |
|        | 23 maart     | Andrea Bocelli              | Con te partirò                 |
|        | 30 maart     | Andrea Bocelli              | Con te partirò                 |
|        | 6 april      | Andrea Bocelli              | Con te partirò                 |
|        | 13 april     | Andrea Bocelli              | Con te partirò                 |
|        | 20 april     | Andrea Bocelli              | Con te partirò                 |
|        | 27 april     | Andrea Bocelli              | Con te partirò                 |
|        | 4 mei        | Andrea Bocelli              | Con te partirò                 |
| 14     | 11 mei       | Joan Osborne                | One of us                      |
| 15     | 18 mei       | 2 Fabiola                   | Lift U up                      |
|        | 25 mei       | 2 Fabiola                   | Lift U up                      |
|        | 1 juni       | 2 Fabiola                   | Lift U up                      |
|        | 8 juni       | 2 Fabiola                   | Lift U up                      |
| 16     | 15 juni      | Los del Río                 | Macarena                       |
|        | 22 juni      | Los del Río                 | Macarena                       |
|        | 29 juni      | Los del Río                 | Macarena                       |
|        | 6 juli       | Los del Río                 | Macarena                       |
|        | 13 juli      | Los del Río                 | Macarena                       |
|        | 20 juli      | Los del Río                 | Macarena                       |
| 17     | 27 juli      | Fugees                      | Killing me softly              |
|        | 3 augustus   | Fugees                      | Killing me softly              |
|        | 10 augustus  | Fugees                      | Killing me softly              |
|        | 17 augustus  | Fugees                      | Killing me softly              |
|        | 24 augustus  | Fugees                      | Killing me softly              |
|        | 31 augustus  | Fugees                      | Killing me softly              |
|        | 7 september  | Fugees                      | Killing me softly              |
|        | 14 september | Fugees                      | Killing me softly              |
| 18     | 21 september | Spice Girls                 | Wannabe                        |
|        | 28 september | Spice Girls                 | Wannabe                        |
|        | 5 oktober    | Spice Girls                 | Wannabe                        |
|        | 12 oktober   | Spice Girls                 | Wannabe                        |
|        | 19 oktober   | Spice Girls                 | Wannabe                        |
| 19     | 26 oktober   | Rob de Nijs                 | Banger hart                    |
|        | 2 november   | Rob de Nijs                 | Banger hart                    |
| 20     | 9 november   | Céline Dion                 | It's all coming back to me now |
|        | 16 november  | Céline Dion                 | It's all coming back to me now |
|        | 23 november  | Céline Dion                 | It's all coming back to me now |
|        | 30 november  | Céline Dion                 | It's all coming back to me now |
|        | 7 december   | Céline Dion                 | It's all coming back to me now |
| 21     | 14 december  | Robert Miles & Maria Nayler | One and one                    |
|        | 21 december  | Robert Miles & Maria Nayler | One and one                    |
|        | 28 december  | Robert Miles & Maria Nayler | One and one                    |